# Tempio di San Sava
Il tempio di San Sava (in serbo Храм светог Саве o Hram svetog Save?) è la più grande chiesa ortodossa dell'area balcanica, arriva ad un'altezza di 70 metri, e si trova a Belgrado, capitale della Serbia.

## Ubicazione
Il tempio è uno dei più imponenti edifici di Belgrado. Costruito nella municipalità di Vračar alla sommità dell'altopiano omonimo, con la sua mole domina la città.
Collegato alla grande piazza Slavija che, attraverso la via Kralja Milana lo unisce a Terazije e, quindi, al centro di Belgrado, all'antico quartiere di Dorćol e alla zona pedonale di ulica Knez Mihailova, e, attraverso la via Nemanjina, alla stazione ferroviaria e, da lì, ai ponti che conducono a Novi Beograd, è l'ultimo di una serie di edifici maestosi costruiti lungo lo stesso asse che parte dalla fortezza del Kalemegdan e continua col palazzo Albanija e segue con il grattacielo Beograđanka.

## Storia

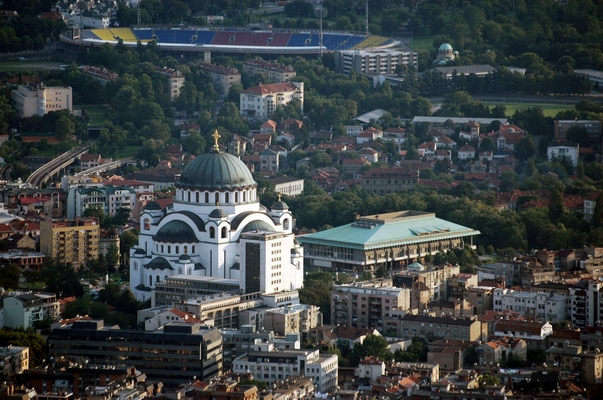
Il tempio nel contesto urbano

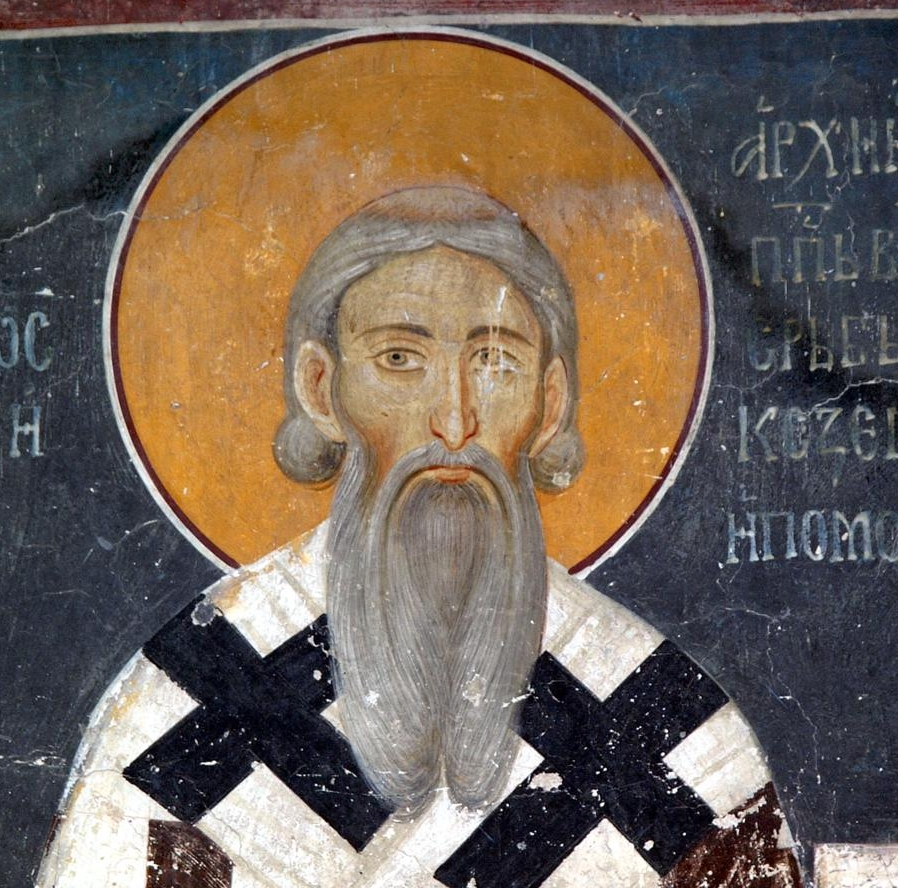
San Sava

Nel 1594, mentre la Serbia era sotto il dominio ottomano, il popolo aveva come punti di riferimento sia spirituale che politico i monasteri ortodossi. In particolare, quello di Mileševa era di fortissimo richiamo sia per i serbi che per tutti i credenti ortodossi, per la presenza del corpo di san Sava, venerato in tutta l'Europa orientale. I governanti turchi, indispettiti per i continui pellegrinaggi e per la grande popolarità del luogo di culto, diedero alle fiamme il monastero e, su ordine del Gran Vizir Sinan Pascià, esumarono il corpo del santo, lo portarono sulla collina di Vračar a pochi chilometri dalle mura della città e lo bruciarono su una grande pira. Nel 1895, dopo dieci anni dalla liberazione dai turchi, si decise di costruire un grande tempio per santificare il luogo dove fu fatto scempio dei resti mortali del santo: venne subito eretta una piccola chiesa commemorativa e fu fondata una società col compito di ingrandirla.
Nel 1905 fu bandito un concorso per l'ampliamento e nel 1906 le opere presentate furono giudicate presso l'Accademia di Belle Arti di San Pietroburgo che le ritenne tutte non adeguate all'importanza e alla sacralità del luogo.

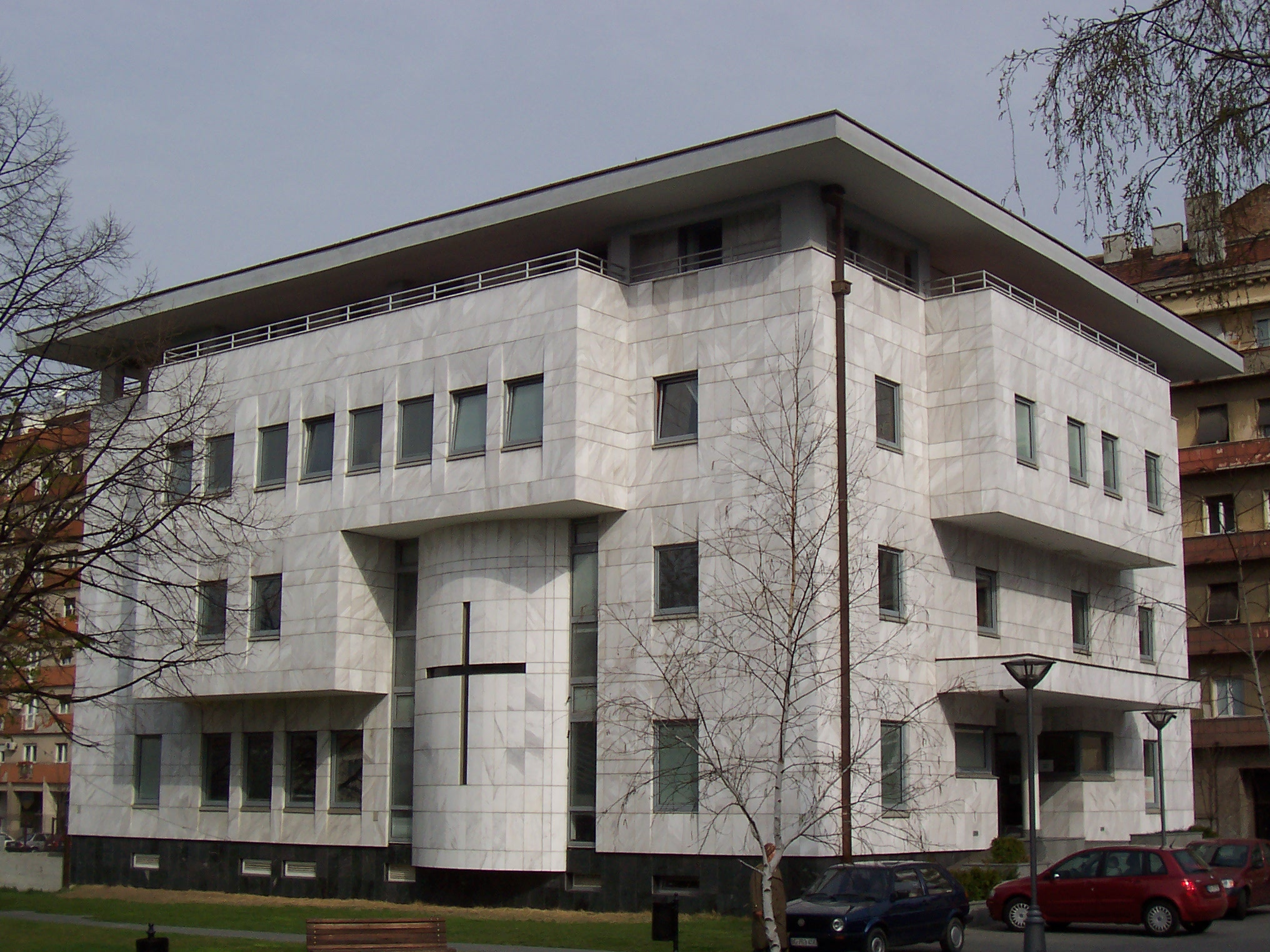
La casa parrocchiale

Lo scoppio, prima, del conflitto con la Bulgaria nel 1912 e, poi, della prima guerra mondiale, rallentarono i progetti di ingrandimento del tempio, che ripresero solo nel 1919 quando fu nominato un nuovo comitato direttivo presieduto dal patriarca Dimitrije. Nel 1926 fu bandito un nuovo concorso e, nel 1930 il patriarca Barnaba affidò la costruzione della chiesa monumentale agli architetti Alexandar Deroko e Bogdan Nestorović; i lavori iniziarono nel 1935. Il 6 aprile 1941, Belgrado fu bombardata dall'esercito tedesco e, successivamente occupata: un contingente militare germanico si installò all'interno delle mura del tempio e saccheggiò gli uffici della società costruttrice. Dopo la cacciata dei tedeschi al termine della guerra, l'area venne utilizzata come campo delle truppe sovietiche e partigiane; successivamente, il nuovo governo comunista jugoslavo non ritenne opportuno riprendere la costruzione dell'edificio, e l'ingrandimento del tempio venne accantonato.
Fu solo nel 1984 che il patriarca German riuscì a convincere le autorità, dopo 88 richieste respinte, a far riprendere i lavori che iniziarono il 12 agosto 1985. Il 13 maggio 2000, il patriarca Pavle consacrò il tempio anche se i lavori non erano ultimati. La facciata fu terminata il 3 settembre 2002 e nello stesso anno iniziarono i lavori per la costruzione della casa parrocchiale. Negli anni successivi si continuarono le opere edificatorie. Gli esterni furono completati nel 2017 mentre la decorazione degli interni al 2019 sono ancora non ultimate.

## Architettura e arte

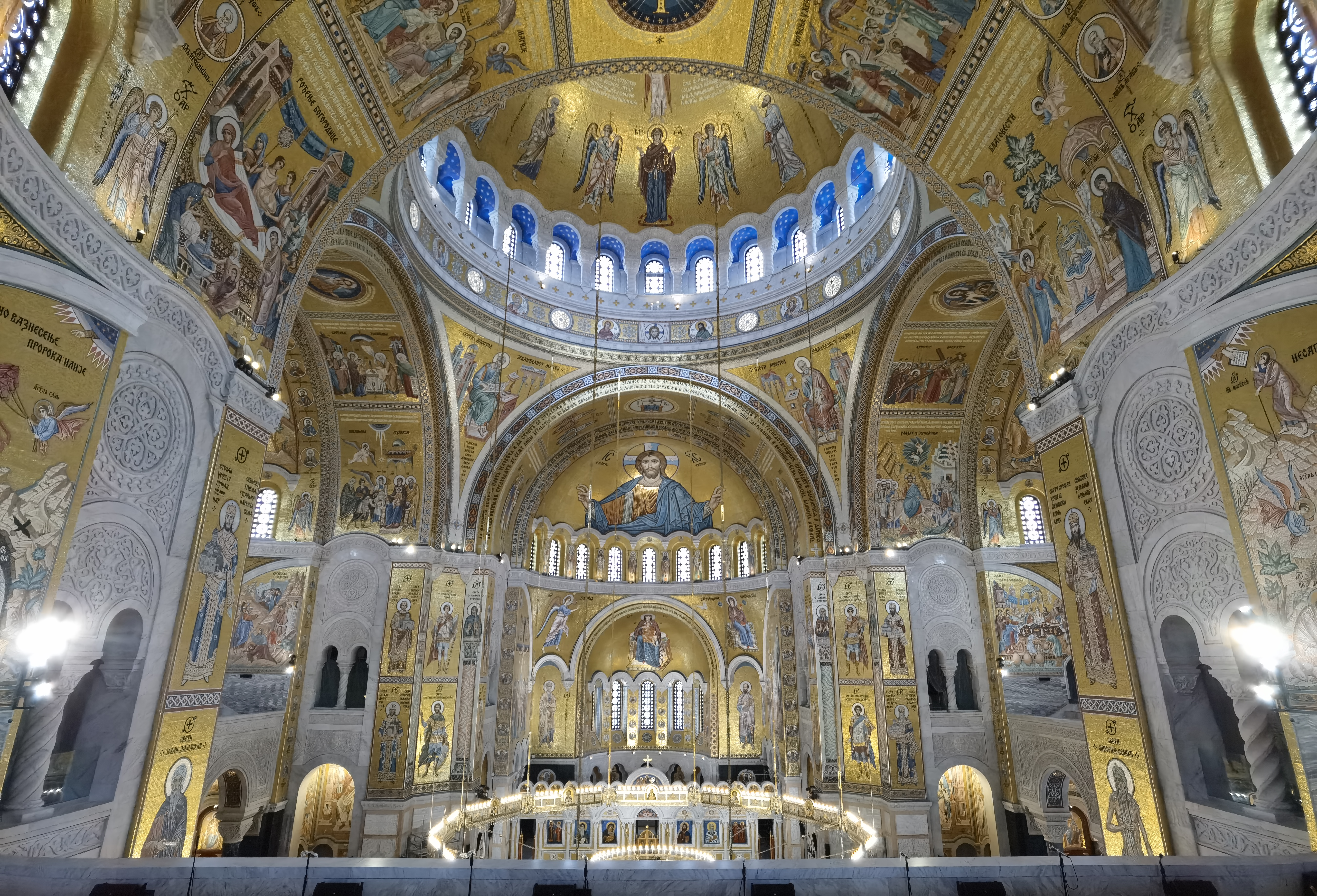
Mosaici nella Cattedrale di San Sava

Il tempio ha una struttura a pianta centrale su cui si apre una cupola sorretta da pennacchi. Nei quattro lati corti della struttura a croce greca si aprono altrettante absidi sormontate da semicupole. Gli spazi sottostanti le semicupole sono divisi dalla navata centrale attraverso arcate che sorreggono le gallerie.
La lunghezza della struttura è di 91 metri, la larghezza è di 81 metri per una superficie totale interna di ben 8.162 m². L'altezza fino alla sommità della croce sopra la cupola è di 79 metri, la quale occupa una superficie è di 3 500 m² ed è stata progettata per contenere 10 000 fedeli. La cripta, decorata a mosaico, contiene il tesoro di San Sava e la tomba del despota Stefan Lazar Hrebeljanović.
L'esterno è in marmo travertino; la cupola centrale, le semicupole e le cupolette al di sopra dei contrafforti e delle torri ai lati dei quattro lati corti sono rivestite in rame: cupola e cupolette sono tutte sormontate da una croce dorata. Le torri al di sopra dei contrafforti sul lato ovest fungono da campanili e contengono insieme 49 campane, la più grande delle quali misura 104 cm di diametro, e 45 carillon.

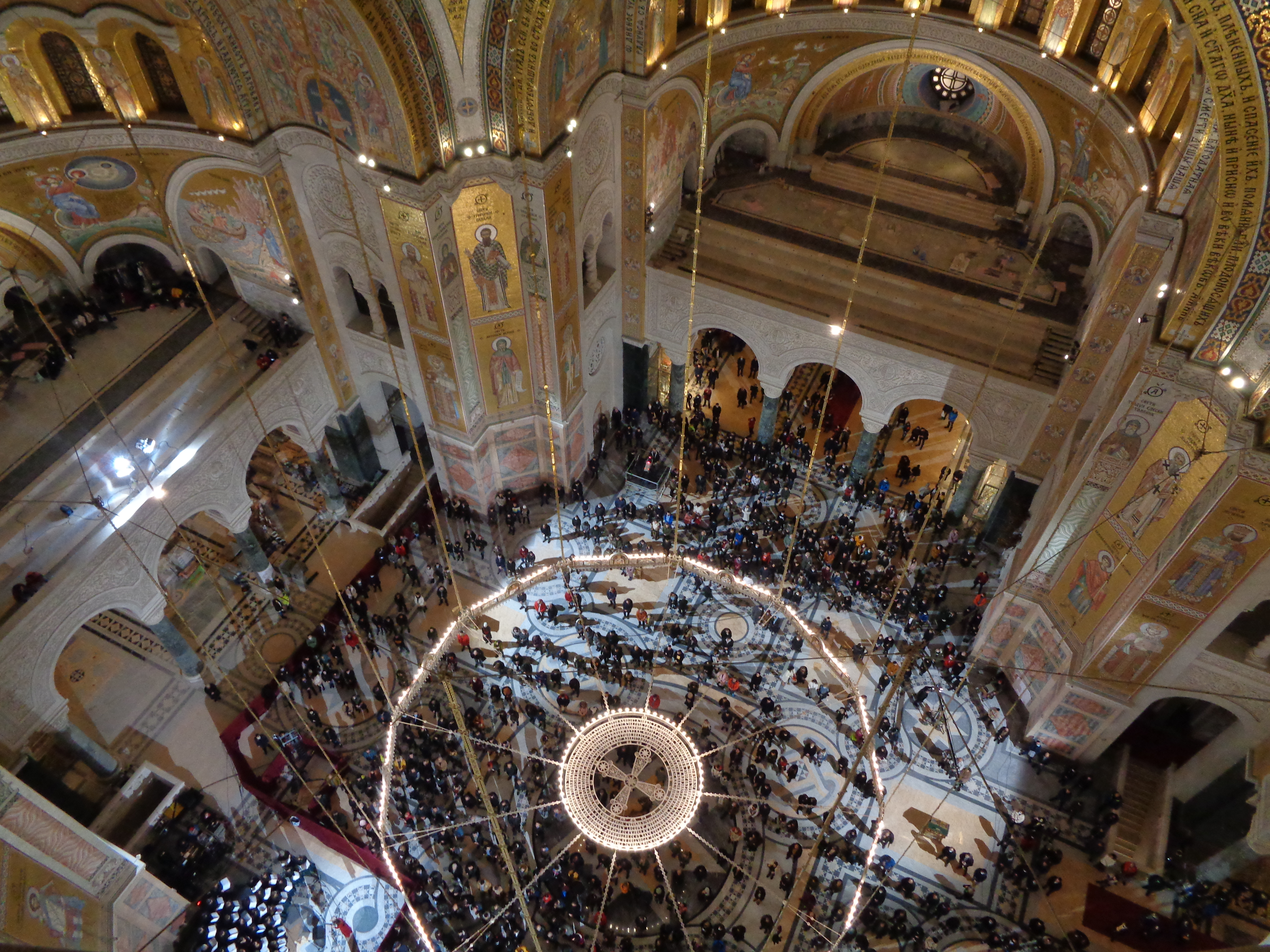
L'interno della chiesa

L'interno è attualmente incompleto: la decorazione è in travertino scolpito con motivi floreali, e in marmi policromi a motivi geometrici nel registro inferiore. Le gallerie sono sorrette da colonnati in porfido verde sovrastati da un fregio in travertino finemente decorato. Sul lato est delle navate laterali sono presenti due cappelle, di cui solo quella sud è attualmente terminata. Questa possiede un presbiterio sormontato da una volta a botte affrescata e delimitata da un'iconostasi in muratura rivestita da icone pittoriche.
La cupola centrale che all'interno misura 30,5 metri, secondo i progetti, è stata decorata con la figura del Cristo Pantocratore. L'abside centrale è decorata da un fregio in marmo bianco istoriato sorretto da colonnette tortili, al di sopra del quale si aprono cinque piccole finestre ad arco. Dietro le colonnette sono stati inserite, addossate alla parete, icone musive.

## Esterno

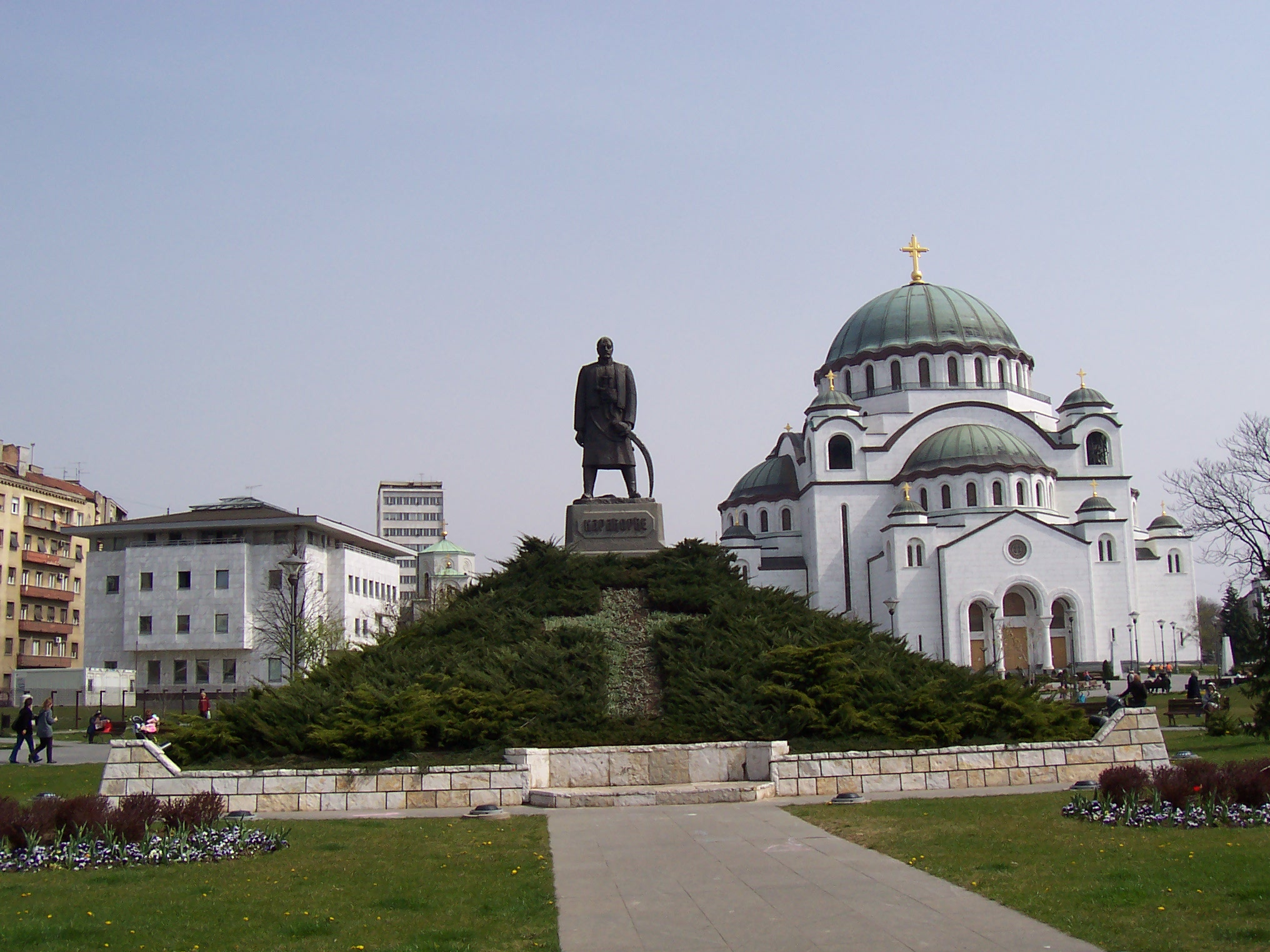
Monumento a Karađorđe

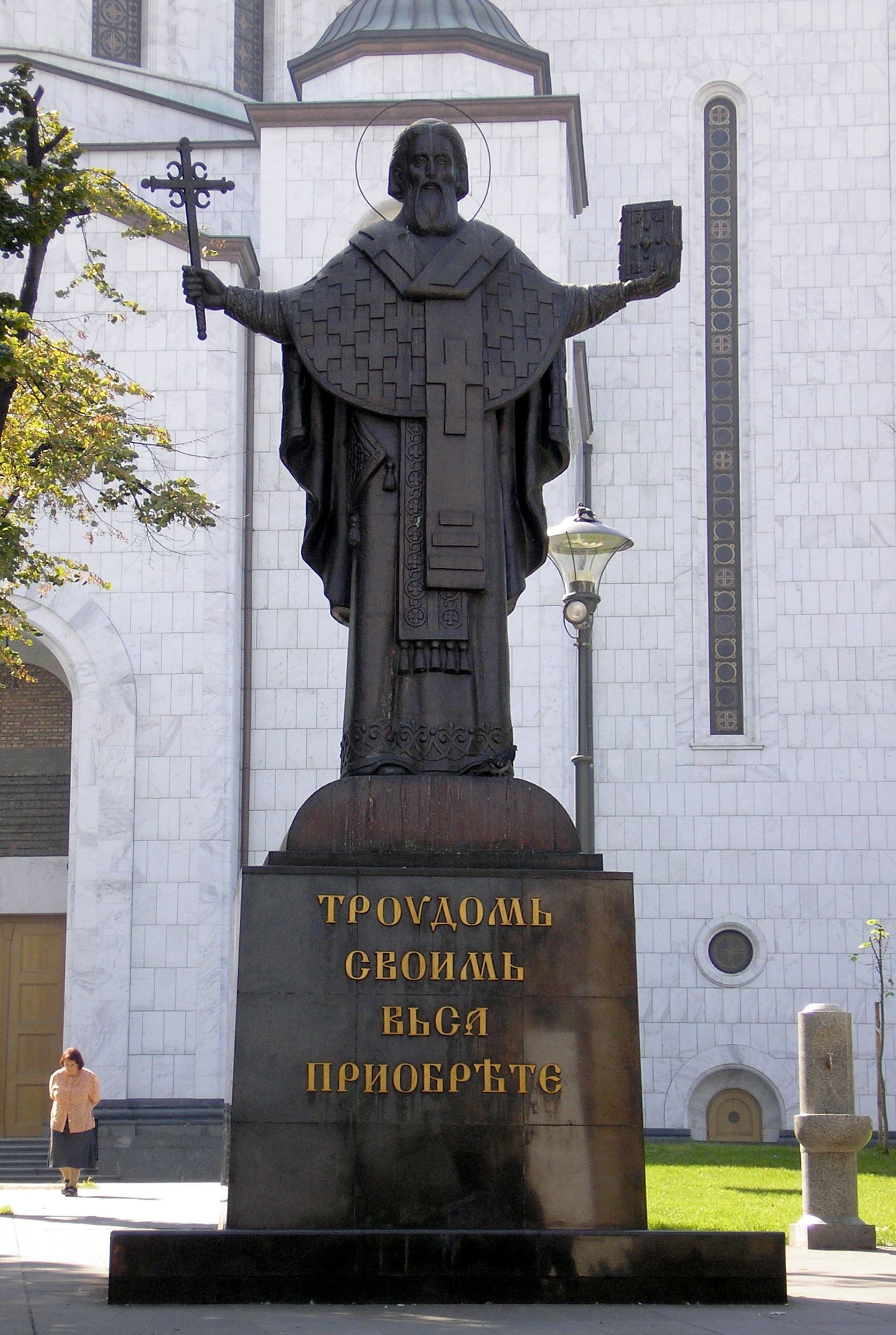
Monumento a San Sava

All'esterno, il tempio è circondato da un ampio parco, il Karađorđev Park, in cui sono presenti l'edificio della casa parrocchiale, della piccola chiesa di san Sava, utilizzata per il culto finché il tempio non sarà ultimato, e il palazzo sede della biblioteca nazionale.
Nel parco spiccano due monumenti, quello allo stesso san Sava sul lato nord, e quello al principe Karađorđe Petrović, il primo sovrano della Serbia autonoma dal potere ottomano.

## Critiche
Dato il forte rimando stilistico all'Hagia Sophia di Instanbul, l'edificio è stato da alcuni giudicato anacronistico, ideologicamente reazionario, artificioso, pseudo-medievalizzante e di cattivo gusto. È stato anche definito un "capolavoro kitsch".